# کوستن
کوستن (به آلمانی: Küsten) یک شهر در آلمان است که در نیدرزاکسن واقع شده‌است.

## خصوصیات
کوستن ۴۱٫۲۷ کیلومترمربع مساحت دارد ۲۲ متر بالاتر از سطح دریا واقع شده‌است.